# فرانک اسمیت (بازیکن راگبی)
فرانک اسمیت (انگلیسی: Frank Smith؛ ۲۸ فوریه ۱۸۸۶ – ۲۹ اکتبر ۱۹۵۴) بازیکن راگبی ۱۵ نفره اهل استرالیا بود.
وی در مسابقات کشوری و بین‌المللی در مجموع برندهٔ ۱ مدال طلا شده‌است.